# Bau Nyale

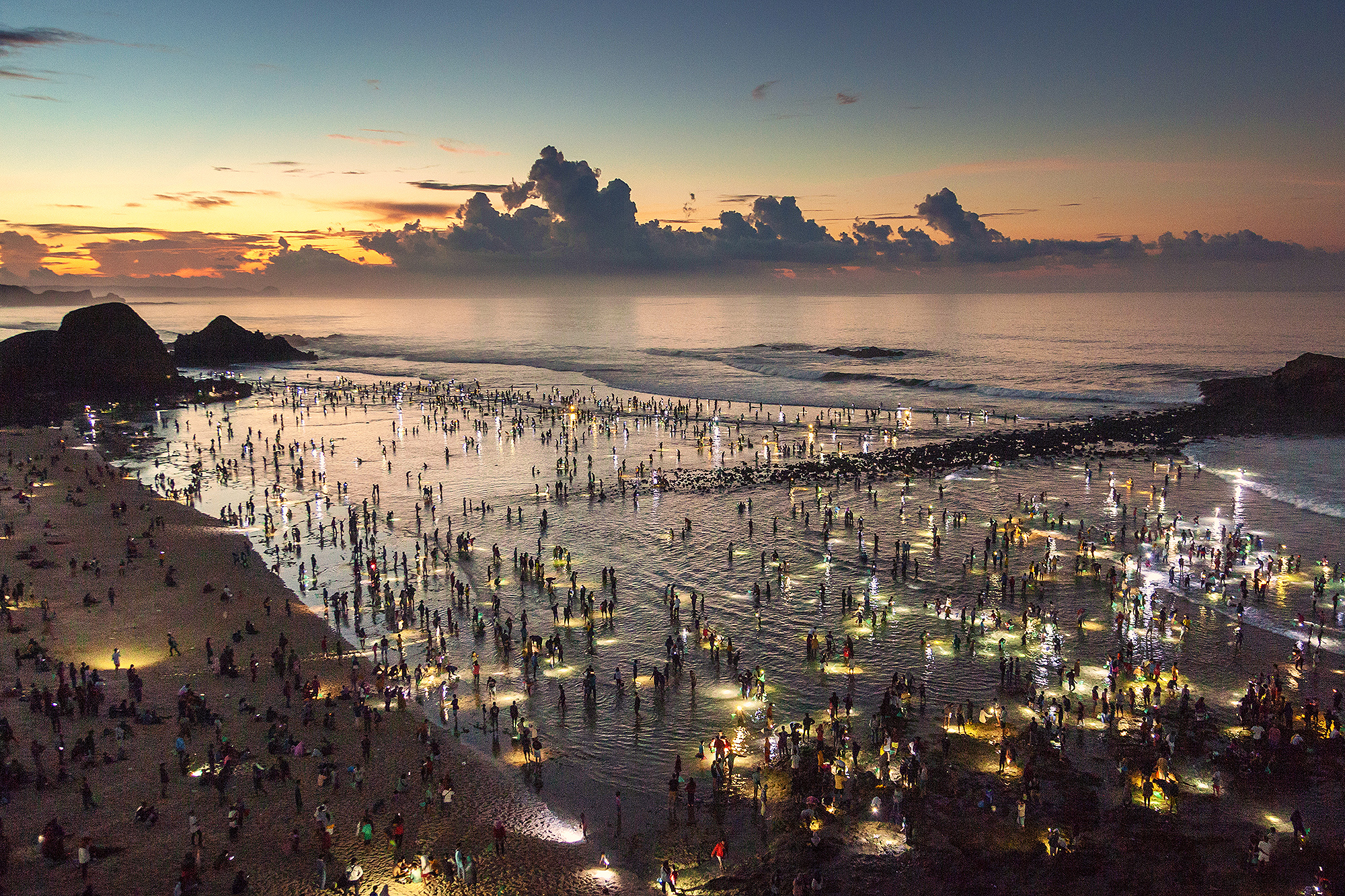
Le Bau Nyale

Le Bau Nyale est une cérémonie annuelle sasak qui a lieu sur l'île de Lombok, vers le vingtième jour du dixième mois du calendrier lunaire sasak, soit environ 5 à 7 jours après la deuxième pleine lune de l'année.
La cérémonie consiste à chasser le taret local, un ver marin qui ronge le bois , le nyale (nl). Il est considéré comme la réincarnation d'une princesse légendaire et il refait surface à cette période de l'année pour se reproduire. La mer est alors pleine de vers multicolores.

## Choix du lieu
Le choix du lieu fait l'objet d'un consensus entre le leader sasak et le gouvernement local. Le plus souvent, il a lieu sur la plage de Kaliantan Beach, dans le village de Pemongkong, canton  du Jerowaru, département du Lombok oriental, et le lieu le plus populaire est la plage de Seger près de Kuta dans un lieu nommé Putri Nyale (Princesse Nyale).

## La légende
Pour les locaux, ce ne sont pas de simples vers marins, mais des créatures sacrées qui portent chance à ceux qui les honorent, et leur croyance est fondée sur la princesse Mandalika, dont la beauté, la sagesse  et la gentillesse étaient légendaires: aux quatre coins de l'île, des princes voulaient l'épouser. Elle était incapable de faire un choix, consciente qu'il aurait entraîné des conflits et de l'agitation. Son père rassembla tous les prétendants sur la plage de Seger et somma sa fille de faire un choix avant le lever du jour. Alors "elle déclara que même si elle aimait un de ses prétendants elle aimait ses parents et son royaume qu'elle ne voulait pas causer de querelles. En déclarant cela plutôt que de choisir une personne elle dit qu'elle se donnerait à tous et  qu'elle retournerait chaque année comme un signe qu'elle n'abandonnerait jamais son peuple. Puis elle se jeta dans la mer à partir de la falaise surplombant la plage de Seger".

## Déroulement des festivités
Après un spectacle, vers minuit, les gens entrent dans la mer parfois équipés d'épuisettes.
Le Bau Nyale est entouré d'autres événements : courses de bateaux à rames, théâtre de marionnettes (Wayang  Kulit), car les autorités veulent aussi en faire un élément touristique .

## Consommation des nyales
Les nyales peuvent se manger crus ou cuits à la vapeur et utilisés dans une recette où, mélangés avec de la noix de coco et des épices, ils sont enveloppés dans une feuille de banane puis grillés au dessus d'un feu.
Broyés ils peuvent aussi servir de fertilisant pour les champs.

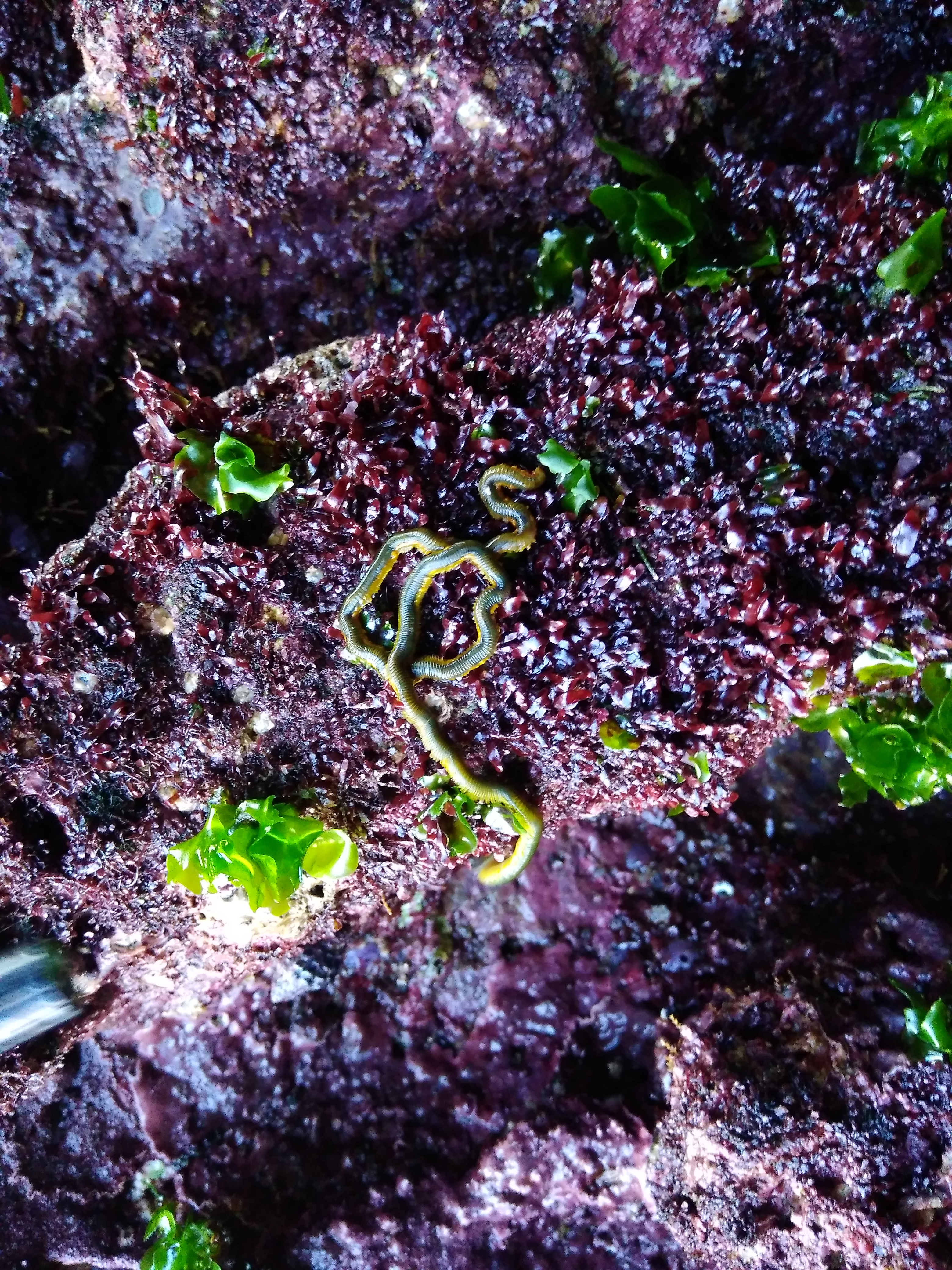
Un nyale
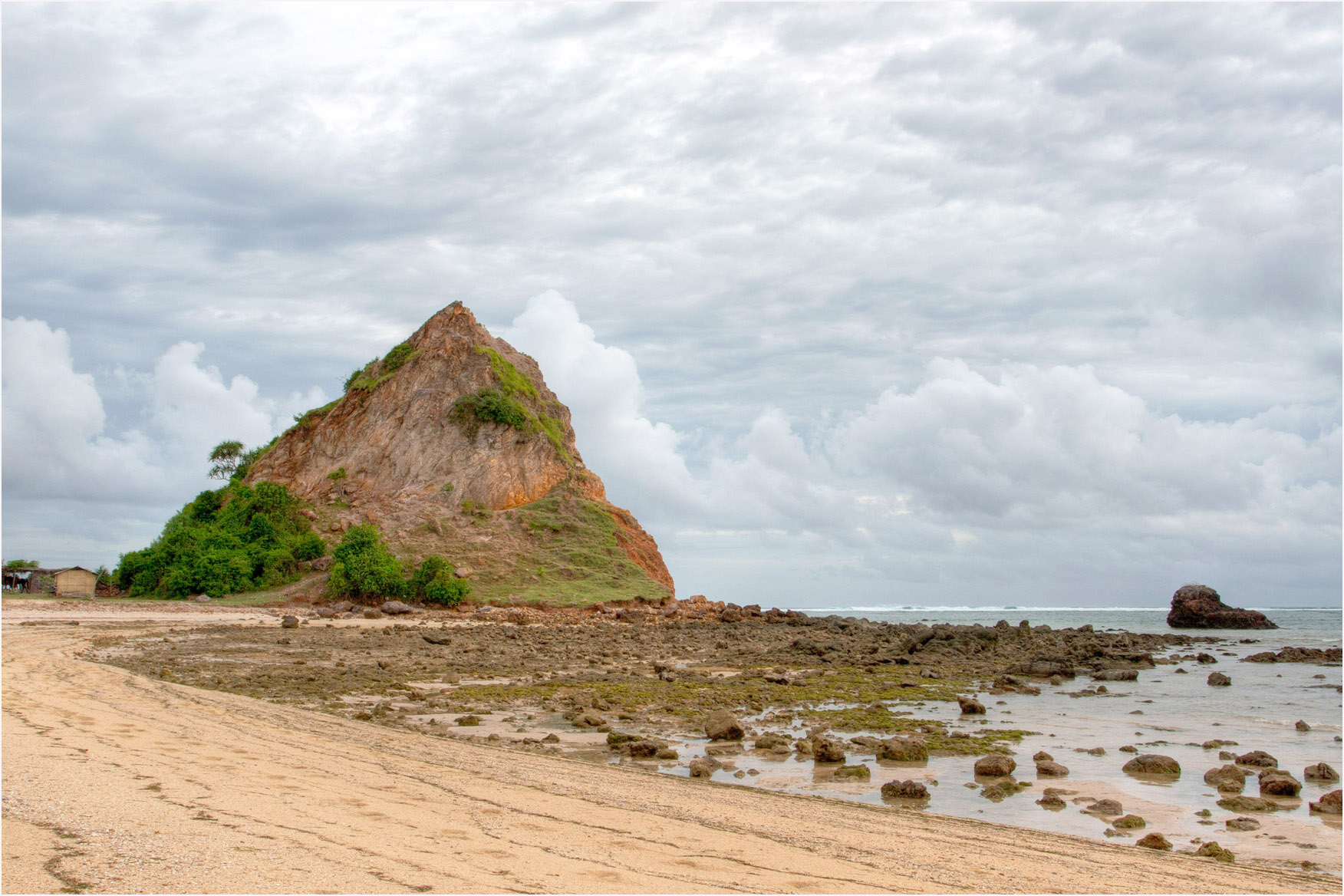
Falaise d'où aurait pu se jeter la princesse Mandalika
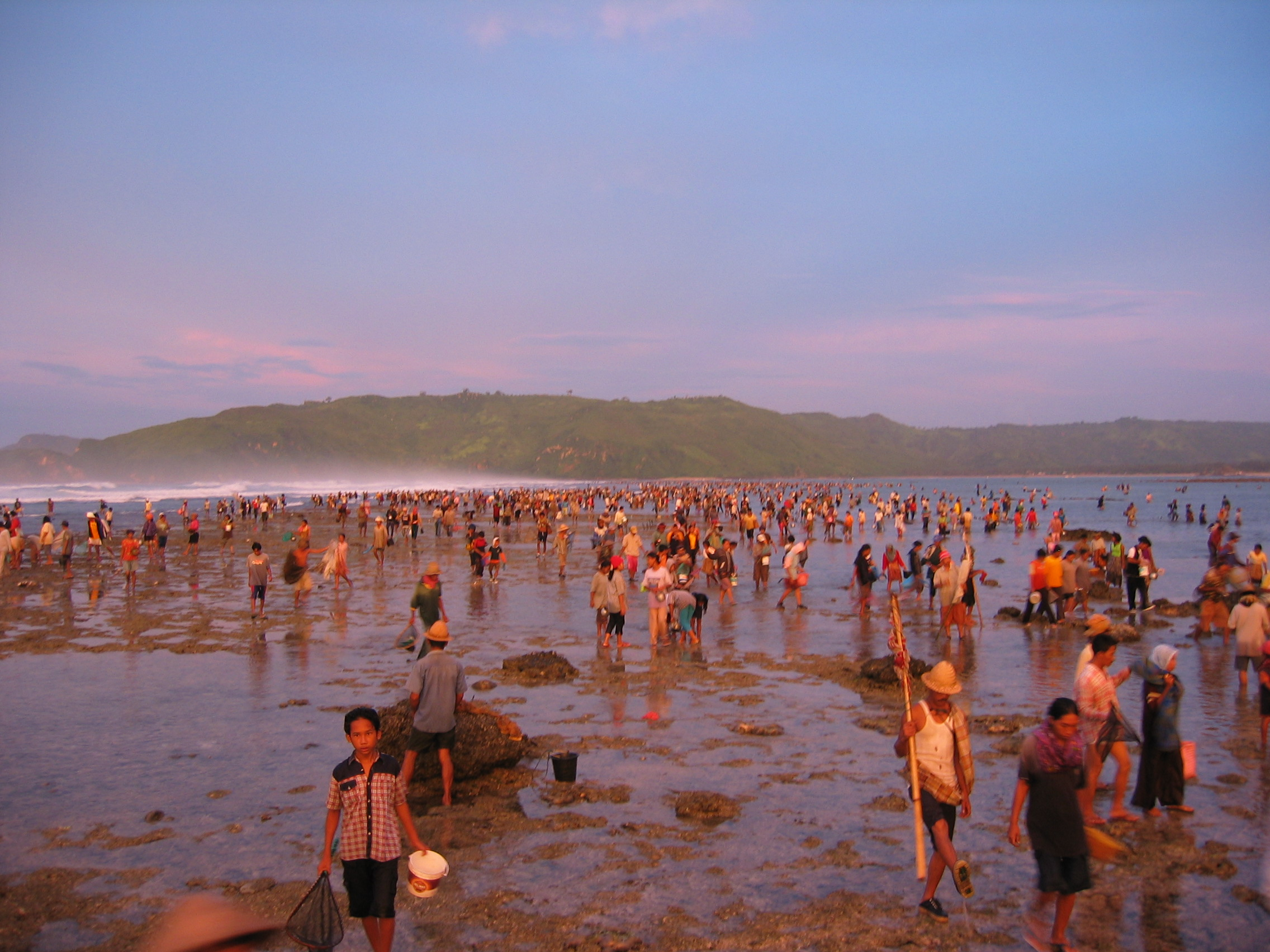
Le Bau Nyale sur une plage
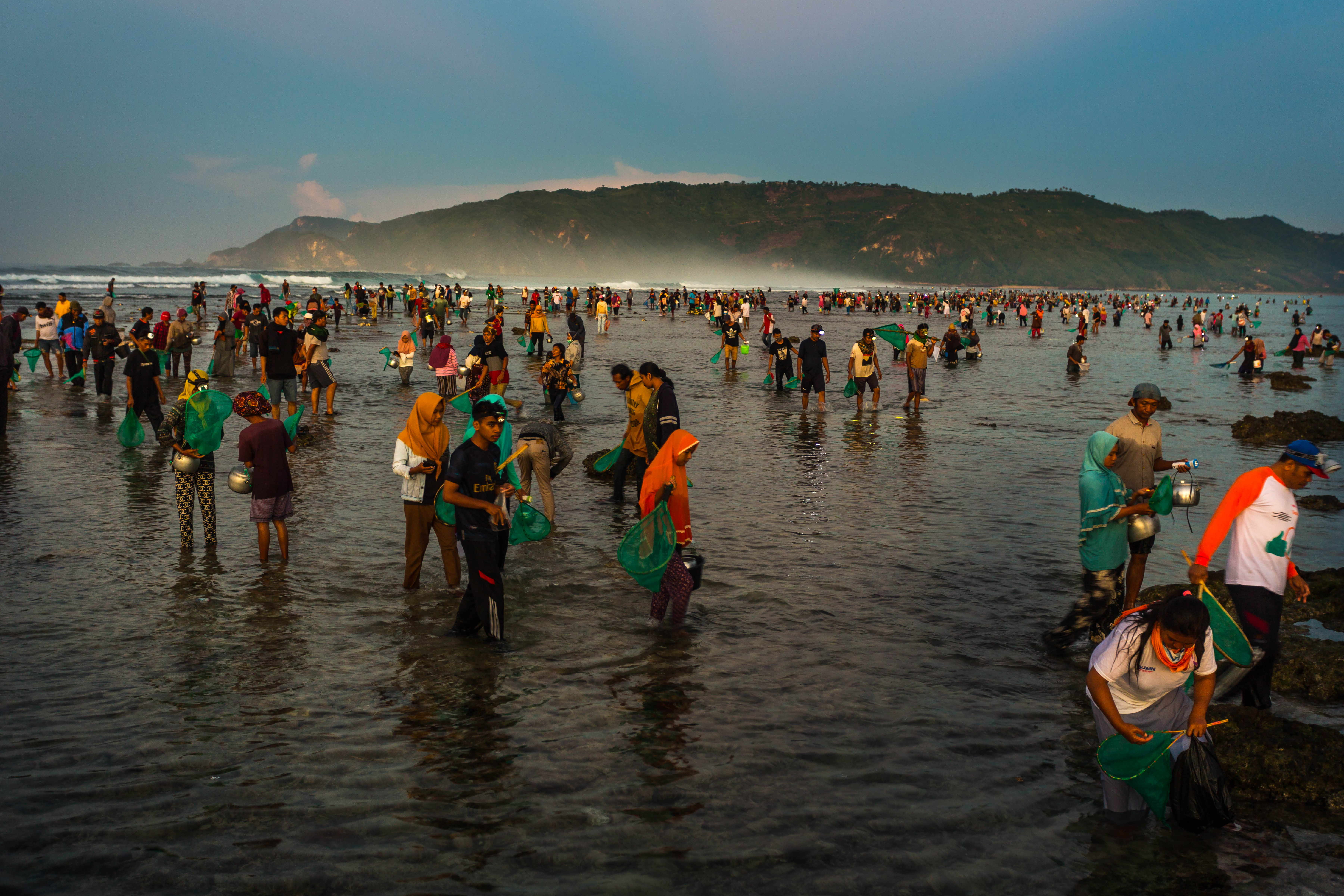
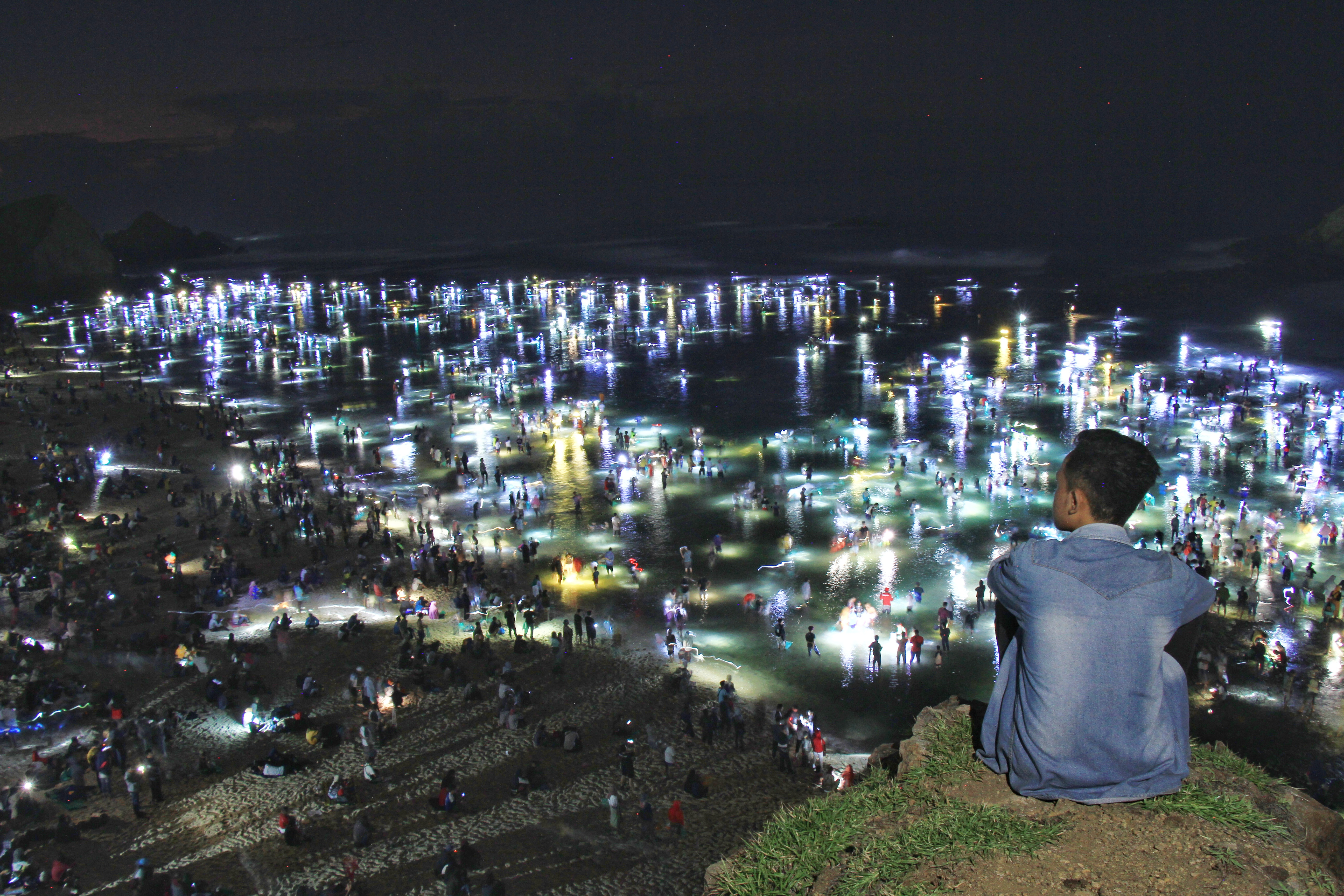